# 栗山站 (日本)
栗山站（日语：／ Kuriyama eki */?）是位於日本北海道夕張郡栗山町，屬於北海道旅客鐵道（JR北海道）室蘭本線的鐵路車站。電報略號為クリ。本站曾經為急行「夕張」的停靠站，以及室蘭本線與夕張鐵道線交叉的車站。現在的站前為巴士總站。由仁站至此站的鐵路區段為複線，此站起往岩見澤站則為單線。

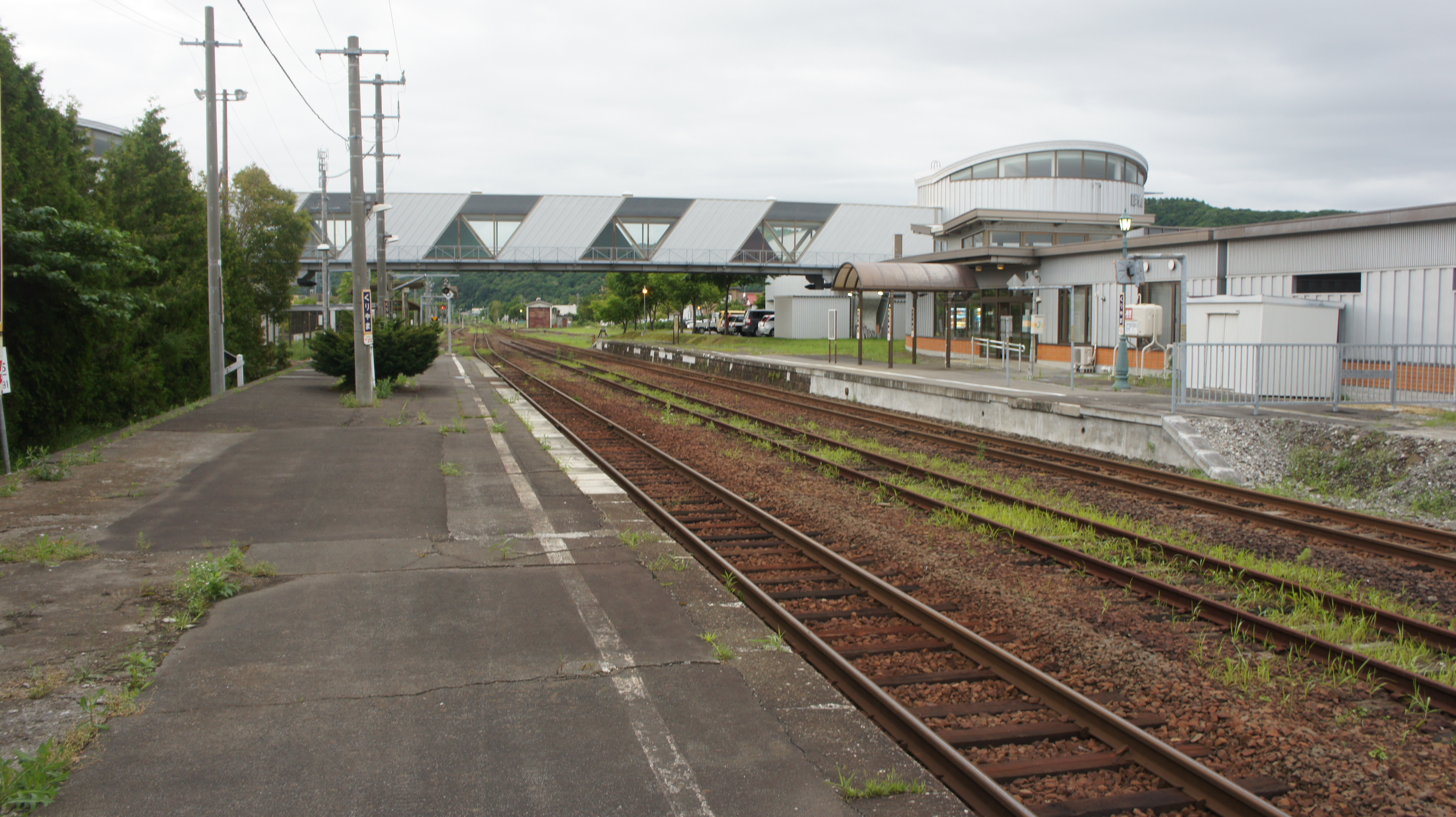
月台(2017年7月)

## 車站構造
本站為對向式月台2面2線的地面車站。過去與夕張鐵道線接續時為3面5線，當中1至3號月台為室蘭本線，4號與5號月台為夕張鐵道線，各月台以跨線天橋聯絡。夕張鐵道線的閘口業務與售票委托國鐵。島式月台的2號與3號月台設置了候車室，與島式月台4號與5號月台一併設置，另設置烏龍麵店。夕張鐵道線廢除後，4、5號月台的跨線天橋拆去。
| 月台 | 路線      | 方向 | 目的地           |
| ---- | --------- | ---- | ---------------- |
| 1    | ■室蘭本線 | 上行 | 苫小牧、糸井方向 |
| 2    | ■室蘭本線 | 下行 | 岩見澤方向       |

## 使用情況
- 2012 - 2016年（平成24 - 28年）的上車人次（特定平日調查日）平均為189.0人[1]。
- 2013 - 2017年（平成25 - 29年）的上車人次（特定平日調查日）平均為181.8人[2]。
- 2014 - 2018年（平成26 - 30年）的上車人次（特定平日調查日）平均為174.2人[3]。

## 相鄰車站
北海道旅客鐵道（JR北海道）
室蘭本線
由仁－栗山－栗丘

### 曾經存在的路線
夕張鐵道
夕張鐵道線（廢除）
中央農試前－栗山－角田

## 外部連結
- 栗山｜駅の情報検索（時刻表・バリアフリー）｜駅・鉄道・旅行｜JR北海道- Hokkaido Railway Company （页面存档备份，存于）